# Newton Heath F.C. mùa bóng 1892–93
Mùa giải 1892–93 là mùa giải đầu tiên của Newton Heath trong Liên đoàn bóng đá. Đội bóng kết thúc ở vị trí cuối cùng tại giải hạng Nhất với 18 điểm và chính thức trụ hạng ở mùa giải năm sau khi giành chiến thắng một trận đấu thử nghiệm với một đội bóng hạng hai để giữ lại vị trí của mình trong giải đấu cho mùa giải sau đó. Đội bóng đã đánh bại Birmingham City sau hai trận đấu để ở lại giải đấu cao nhất. Newton Heath thua Blackburn Rovers trong trận mở màn của họ ở FA Cup mùa này.

## Football League First Division
| Thời gian            | Đối thủ                 | H / A | Tỷ số Bt - Bb | Cầu thủ ghi bàn                                          | Số lượng khán giả |
| -------------------- | ----------------------- | ----- | ------------- | -------------------------------------------------------- | ----------------- |
| 3 tháng 9 năm 1892   | Blackburn Rovers        | A     | 3 – 4         | Coupar, Donaldson, Farman                                | 8.000             |
| 10 tháng 9 năm 1892  | Burnley                 | H     | 1 – 1         | Donaldson                                                | 10.000            |
| 17 tháng 9 năm 1892  | Burnley                 | A     | 1 – 4         | Donaldson                                                | 7.000             |
| 24 tháng 9 năm 1892  | Everton                 | A     | 0 – 6         |                                                          | 10.000            |
| 1 tháng 10 năm 1892  | West Bromwich Albion    | A     | 0 – 0         |                                                          | 4.000             |
| 8 tháng 10 năm 1892  | West Bromwich Albion    | H     | 2 – 4         | Donaldson, Hood                                          | 9.000             |
| 15 tháng 10 năm 1892 | Wolverhampton Wanderers | H     | 10 – 1        | Donaldson (3), Stewart (3), Carson, Farman, Hendry, Hood | 4.000             |
| 19 tháng 10 năm 1892 | Everton                 | H     | 3 – 4         | Donaldson, Farman, Hood                                  | 4.000             |
| 22 tháng 10 năm 1892 | Sheffield Wednesday     | A     | 0 – 1         |                                                          | 6.000             |
| 29 tháng 10 năm 1892 | Nottingham Forest       | A     | 1 – 1         | Farman                                                   | 6.000             |
| 5 tháng 11 năm 1892  | Blackburn Rovers        | H     | 4 – 4         | Farman (2), Carson, Hood                                 | 12.000            |
| 12 tháng 11 năm 1892 | Notts County            | H     | 1 – 3         | Carson                                                   | 8.000             |
| 19 tháng 11 năm 1892 | Aston Villa             | H     | 2 – 0         | Coupar, Fitzsimmons                                      | 7.000             |
| 26 tháng 11 năm 1892 | Accrington Stanley      | A     | 2 – 2         | Colville, Fitzsimmons                                    | 3.000             |
| 3 tháng 12 năm 1892  | Bolton Wanderers        | A     | 1 – 4         | Coupar                                                   | 3.000             |
| 10 tháng 12 năm 1892 | Bolton Wanderers        | H     | 1 – 0         | Donaldson                                                | 4.000             |
| 17 tháng 12 năm 1892 | Wolverhampton Wanderers | A     | 0 – 2         |                                                          | 5.000             |
| 24 tháng 12 năm 1892 | Sheffield Wednesday     | H     | 1 – 5         | Hood                                                     | 4.000             |
| 26 tháng 12 năm 1892 | Preston North End       | A     | 1 – 2         | Coupar                                                   | 4.000             |
| 31 tháng 12 năm 1892 | Derby County            | H     | 7 – 1         | Donaldson (3), Farman (3), Fitzsimmons                   | 3.000             |
| 7 tháng 1, 1893      | Stoke City              | A     | 1 – 7         | Coupar                                                   | 1.000             |
| 14 tháng 1, 1893     | Nottingham Forest       | H     | 1 – 3         | Donaldson                                                | 8.000             |
| 26 tháng 1, 1893     | Notts County            | A     | 0 – 4         |                                                          | 1.000             |
| 11 tháng 2 năm 1893  | Derby County            | A     | 1 – 5         | Fitzsimmons                                              | 5.000             |
| 4 tháng 3 năm 1893   | Sunderland              | H     | 0 – 5         |                                                          | 15.000            |
| 6 tháng 3 năm 1893   | Aston Villa             | A     | 0 – 2         |                                                          | 4.000             |
| 31 tháng 3 năm 1893  | Stoke City              | H     | 1 – 0         | Farman                                                   | 10.000            |
| 1 tháng 4 năm 1893   | Preston North End       | H     | 2 – 1         | Donaldson (2)                                            | 9.000             |
| 4 tháng 4 năm 1893   | Sunderland              | A     | 0 – 6         |                                                          | 3.500             |
| 8 tháng 4 năm 1893   | Accrington Stanley      | H     | 3 – 3         | Donaldson, Fitzsimmons, Stewart                          | 3.000             |

| #  | Câu lạc bộ         | Tr | T  | H  | B  | Bt | Bb | Hs  | Điểm |
| -- | ------------------ | -- | -- | -- | -- | -- | -- | --- | ---- |
| 14 | Notts County       | 30 | 10 | 4  | 16 | 53 | 61 | -37 | 24   |
| 15 | Accrington Stanley | 30 | 6  | 11 | 13 | 57 | 81 | -24 | 23   |
| 16 | Newton Heath       | 30 | 6  | 6  | 18 | 50 | 85 | -35 | 18   |

### Trận đấu thử nghiệm
| Thời gian           | Đối thủ     | H/A/N | Tỷ số Bt-Bb | Cầu thủ ghi bàn             | Số lượng khán giả |
| ------------------- | ----------- | ----- | ----------- | --------------------------- | ----------------- |
| 22 tháng 4 năm 1893 | Small Heath | N     | 1 – 1       | Farman                      | 4.000             |
| 27 tháng 4 năm 1893 | Small Heath | N     | 5 – 2       | Farman (3), Cassidy, Coupar | 6.000             |

## Cúp FA
| Thời gian        | Vòng đấu | Đối thủ          | H/A | Tỷ số Bt-Bb | Cầu thủ ghi bàn | Số lượng khán giả |
| ---------------- | -------- | ---------------- | --- | ----------- | --------------- | ----------------- |
| 21 tháng 1, 1893 | Vòng 3   | Blackburn Rovers | A   | 0 – 4       |                 | 7.000             |

## Lancashire Senior Cup
| Thời gian        | Vòng đấu | Đối thủ | H/A | Tỷ số Bt-Bb | Cầu thủ ghi bàn | Số lượng khán giả |
| ---------------- | -------- | ------- | --- | ----------- | --------------- | ----------------- |
| 28 tháng 1, 1893 | Vòng 1   | Bury    | A   | 0 – 4       |                 | 6.000             |

## Manchester Senior Cup
| Thời gian           | Vòng đấu  | Đối thủ          | H/A       | Tỷ số Bt-Bb | Cầu thủ ghi bàn            | Số lượng khán giả |
| ------------------- | --------- | ---------------- | --------- | ----------- | -------------------------- | ----------------- |
| 25 tháng 2 năm 1893 | Vòng 3    | West Manchester  | A         | 2 – 1       | Fitzsimmons (2)            | 10.000            |
| 18 tháng 3 năm 1893 | Bán kết   | Bury             | Hyde Road | 3 – 1       | Fitzsimmons (2), Donaldson | 10.000            |
| 15 tháng 4 năm 1893 | Chung kết | Bolton Wanderers | Hyde Road | 2 – 1       | Cassidy, Mitchell          | 6.000             |